# Sibila de Jülich-Cleves-Berg
Sibila de Jülich-Cleves-Berg (em alemão:  Sibylle von Jülich-Kleve-Berg; Cleves, 26 de Agosto de 1557 – Günzburg, 1628) foi uma nobre alemã, pertencente à Casa de La Marck. Era filha de Gilherme, o Rico, Duque de Jülich-Cleves-Berg e de Maria de Habsburgo (filha do imperador Fernamdo I).
Viria a ser Margravina de Burgau por casamento.

## Biografia
Com a morte de seu pai, em 1592, o irmão mais novo de Sibila, João Guilherme, herdou o trono dos Ducados Unidos de Jülich-Cleves-Berg. O novo Duque, fisicamente pouco atraente e mentalmente desequilibrado, veio a desenvolver uma doença mental.
Para agravar a situação, a corte, em Dusseldórfia, encontrava-se religiosamente dividida, entre católicos e protestantes. A posição geográfica e a riqueza dos ducados davam-lhes uma importância estratégica pelo que, rapidamente, deflagrou uma luta pelo poder entre Sibila e a cunhada, Jacobeia de Baden. Sibila acabou por se impor e aprisionou Jacobeia. Há rumores de que Sibila possa ter sido responsável pela morte violenta de Jacobeia, ocorrida em 1597.
Em 1601, Sibila casou com o seu primo Carlos, Margrave de Burgau, filho morganático do arquiduque Fernando II da Áustria. Em 1610, o casal mudou-se para a sua própria residência em Günzburg. Aí, ela manteve a sua própria corte feudal mesmo após a morte do marido, em 1618. Teve uma importante ação como patrono das artes, em particular da música.
Sibila morreu em 1628, sem deixar descendência, sendo sepultada na Igreja dos Capuchinos de Günzburg. Quando a igreja foi demolida, os seus restos mortais foram transladados para a igreja de St. Martin, também em Günzburg.